# اولریش هربرت
اولریش هربرت (انگلیسی: Ulrich Herbert؛ زادهٔ ۲۴ سپتامبر ۱۹۵۱) تاریخ‌نگار، و استاد دانشگاه اهل آلمان است.

## زندگی
هربرت استاد دانشگاه فرایبورگ است. در سال ۱۹۹۹ هربرت جایزه گوتفرید ویلهلم لایب نیتس را در تاریخ مدرن و معاصر دریافت کرد.